# Ян на барже
«Ян на барже» (нем. Jan auf der Zille) — детский фильм 1986 года производства ГДР, снятый режиссёром Гельмутом Дзюбой, основанный на одноименном рассказе Аугусты Лазар.

## Сюжет
Германия. Конец 1933 года. Тринадцатилетний Ян Шеффлер, потерявший мать, был разлучён с отцом и жил в деревне с тётей. Ян уже долгое
время переписывался с отцом, который работал плотником на верфи в городе Биттерхольм. На поезде Ян приезжает в город и, не дождавшись отца на
вокзале, направляется к месту его проживания. Так ничего и не выяснив, Ян приходит в полицейский участок, где узнаёт о том, что его отец — убийца, который при побеге с места преступления якобы утонул в реке. Незадолго до Рождества расстроенный мальчик уезжает на поезде обратно к тёте.
По причине того, что мать Яна — чешка по национальности, а отец — немецкий коммунист, мальчик становится изгоем среди
юных сторонников Гитлера в деревне. Ян заводит дружбу с деревенским парнем по имени Макс, который состоял в группе сопротивления и помогал преследуемым людям бежать на восток, в Чехословакию. Макс сообщает Яну, что его отец был контрабандистом на Эльбе и помогал переправлять тех, кто хотел уехать из страны. Макс рассказывает Яну, что его отец не мог участвовать в убийстве нациста, так как в момент преступления его не было в городе — он помогал спасать преследуемого человека. SA, совершившие убийство неугодного в своих рядах, хотят скрыть преступление, возложив ответственность на красный фронт. Ян тайно следует за Максом в лес и, пройдя через небольшую горную местность, они вдвоём попадают в хижину, в которой прятался пожилой мужчина, спасённый отцом Яна и скрывающийся в лесу от нацистов. Скрывающийся в лесной хижине человек подтверждает рассказанное Максом и обнадёживает Яна, сказав, что его отец жив, а остальное знает Герман, человек с баржи. Вскоре убежище окружают штурмовики, которые убивают мужчину и Макса, а Яну удаётся бежать.
Подойдя к берегу Эльбы, Ян видит на реке баржу и человека на её борту, похожего по приметам на Германа. Пытаясь добраться до баржи, Ян плывёт через реку на худой лодке, которая вскоре начинает тонуть. В последний момент боцман замечает тонущего Яна и спасает ему жизнь, подняв на борт баржи. Придя в себя, Ян знакомится с Эрикой Визе, дочерью судовладельца, преданного Гитлеру, а также с лодочником Мартином Либигом, который и был тем самым Германом. Находясь на борту баржи, экипаж которой лоялен к фашистскому режиму, Ян чувствует себя в безопасности. Вопреки запрету владельца судна, грозящегося выдать мальчика властям, Мартин Либиг оставляет Яна на барже, выдавая его за племянника. Находясь в плавании, Мартин всё время думал о своём отце и мечтал о долгожданной встречи с ним. Каждый раз, когда баржа проходила через Магдебург, на борт судна поднимался таинственный профессор, который давал уроки Эрике. Профессор (в прошлом коммунист, завербованный нацистами) разоблачивший Яна, находившийся в состоянии алкогольного опьянения, грозится выдать всю команду полиции. Опасаясь за свою жизнь и жизни всей команды, Ян сталкивает пьяного профессора за борт, выдав это за несчастный случай.
В итоге Ян доверяется другому контрабандисту, которого он уже два раза видел за время плавания. Человек оказывается связным, который доставляет мальчика к отцу на другое судно. Попрощавшись с Эрикой, Ян на другой барже возвращается вверх по реке.

## В ролях
- Петер Шольц — Ян Шеффлер
- Хелен Андерс — Эрика Визе
- Хартмут Поль — Макс
- Петер Зодан — Мартин Либиг
- Герман Бейер — профессор
- Зигфрид Фосс — Рихард Визе
- Фолькмар Кляйнерт — хромой
- Лотте Лёбингер — мамочка
- Евамария Бат — Минна
- Кристоф Энгель — гражданский
- Михаэль Нарлох — человек с газетой
- Хайде Кипп — тётя
- Йоахим Конрад — беженец Вилли
- Криста Лёзер — старая женщина
- Вольфрам Хандель — обервахмистр

## Производство и показ
«Ян на барже» считается завершением «пролетарской трилогии» исторических детских фильмов Гельмута Дзюбы, которая началась с детских фильмов «Красные галстуки» (1978) и «Недолгая дружба Эде и Унку», действие которых разворачивается во времена Веймарской республики. Фильм был снят по мотивам одноименного рассказа Августы Лазар.
Премьера фильма состоялась 26 марта 1986 года в берлинском кинотеатре «Colosseum», а 28 марта 1986 года он
вышел в кинотеатрах ГДР. 5 декабря 1986 года фильм показали в кинотеатрах ФРГ, а 16 ноября 1988 года его впервые показали по телевидению ФРГ на канале ARD.

## Критика
Современные критики хвалили фильм «Ян на барже» как лучшую работу Дзюбы на тот момент, отмечая, что он «продолжает добрую традицию 
Бабельсберга в антифашистской тематике… Редко атмосфера страха и угрозы при нацистах, при всей сдержанности, передавалась так впечатляюще, как здесь.
Редко также можно было увидеть кинематографическое изображение среды того времени настолько последовательным и правдивым в деталях. Столь же убедительна и
психологическая точность, с которой [авторы] рассказывают свою историю: экономно используя слова, твердо полагаясь на одни лишь взгляды и жесты». Ренате Холланд-Мориц назвала фильм шедевром и охарактеризовала его как «чрезвычайно напряженную, полную непредсказуемых сюрпризов психологическую камерную драму о поисках мальчика своего отца».
Были отмечены «образы сурового творчества, сцены, которые при сильной внутренней драматичности излучают своеобразное спокойствие и неожиданно вызывают
глубокое сопереживание чужой судьбе».
По мнению издания Filmdienst, фильм «Ян на барже» — это «исторически точный и тонко поставленный детский фильм, который серьезно, но и увлекательно
отражает психологическое бремя детей, ищущих родителей во времена национал-социализма».
Журнал Cinema назвал фильм «глубоко проанализированным». Другие критики охарактеризовали его как «достоверный и на сегодняшний день пример истории национал-социализма и сопротивления, вдохновляющий и понятный не только для юных зрителей». Другие рецензенты оценили достоинства фильма для детей,
отметив, что «Хельмут Дзюба требует от своих юных зрителей многого, но не слишком много».

## Награды
На 4-м детском кинофестивале в Эссене в 1986 году фильм получил «Голубого слона». На кинофестивале «Золотой воробей» в Гере 1987 году фильм был удостоен главного приза в категории
«Игровой фильм». 